# Immigration flamande en Wallonie
L'immigration flamande en Wallonie fut un phénomène important dans l'histoire de la Belgique. Environ 500 000 Flamands migrèrent pour s'établir en Wallonie. Selon Kas Deprez (1945-2000) sociolinguiste, professeur au département de philologie germanique de l'Université d'Anvers, la Révolution industrielle n'a quasiment aucune incidence en Flandre. Les Flamands immigrèrent vers la Wallonie (et d'autres régions) pour fuir la pauvreté. 
En voyant la Flandre riche d'aujourd'hui, il est difficile d'imaginer qu'elle a connu des périodes de famine, de misère et d'analphabétisme. (En Wallonie aussi, vers 1850, des contrées moins prospères ont connu une émigration de Wallons vers les États-Unis : Wallons au Wisconsin - Green Bay et péninsule de Door - et Michigan, et appelés Belgo-Américains). 
Les chiffres des recensements linguistiques organisés par le gouvernement belge entre 1866 et 1910 (faisant partie du recensement décennal) et publiés par l'historien wallon Yves Quairiaux révèlent l'ampleur de ce phénomène économique.

## Le travail dans les mines
Jusqu’en 1965 environ, c’est la Wallonie qui était plus prospère que la Flandre. Par centaines de milliers des Flamands essayaient d’échapper à la pauvreté en s’installant en Wallonie. C’est en particulier la crise agricole des années 1870, la deuxième révolution industrielle (vers 1890) et la crise économique des années 1930 qui ont attiré en Wallonie de nombreux Flamands. Certains s’y sont installés de façon permanente, d’autres faisaient la navette toutes les semaines, ou même tous les jours (migration pendulaire, dite navette en Belgique et au Québec) et combinaient leur travail en Wallonie avec une petite exploitation agricole familiale. Au fil du temps, avec le développement du réseau ferroviaire, davantage ont préféré faire la navette plutôt que s’installer en Wallonie de façon permanente.
À partir des années 1930, les travailleurs flamands en Wallonie ont dû affronter la concurrence croissante des étrangers (notamment italiens, nord-africains et polonais). L’exploitation des mines du Limbourg, en Flandre, a attiré plutôt les Flamands, et les emplois créés alors en Wallonie ont été occupés presque exclusivement par des étrangers. Si l’émigration concernait toutes les provinces flamandes, la destination différait, non éloignée si possible. Les Limbourgeois et les habitants du Hageland (dans l'est du Brabant flamand) et du sud de la Campine (Zuiderkempen) s’installaient surtout à Liège et, dans une moindre mesure, à Charleroi, tandis que les travailleurs de Flandre occidentale choisissaient principalement le Hainaut (et le Nord de la France).

## Ampleur de l'immigration flamande vers la Wallonie sur base des recensements linguistiques de 1866-1910
| Année de recensement | Arrondissement (province)    | Ath (Hainaut)       | Charleroi (Hainaut)   | Mons (Hainaut)       | Soignies (Hainaut)   | Thuin (Hainaut)      | Tournai (Hainaut)    | Huy (Liège)        | Liège (Liège)         | Verviers (Liège)     | Waremme (Liège)     | Brabant-Wallon        | Luxembourg           | Namur                |
| -------------------- | ---------------------------- | ------------------- | --------------------- | -------------------- | -------------------- | -------------------- | -------------------- | ------------------ | --------------------- | -------------------- | ------------------- | --------------------- | -------------------- | -------------------- |
| 1866                 | Population totale: Flamands: | 84.207 1.621 1,93 % | 212.446 9.044 4,26 %  | 189.168 2.205 1,17 % | 93.014 2.727 2,93 %  | 96.283 485 0,50 %    | 151.434 3.515 2,32 % | 80.874 433 0,54 %  | 290.947 19.242 6,61 % | 131.828 5.953 4,52 % | 49.019 1.635 3,34 % | 156.243 4.466 2,86 %  | 199.910 645 0,32 %   | 302.778 2.100 0,69 % |
| 1880                 | Population totale: Flamands: | 85.856 1.359 1,58 % | 286.249 10.565 3,69 % | 214.078 2.793 1,30 % | 110.591 5.219 4,72 % | 108.823 971 0,89 %   | 153.610 4.957 3,23 % | 89.969 431 0,48 %  | 358.282 24.369 6,80 % | 155.382 6.534 4,09 % | 54.856 1.570 2,86 % | 165.594 4.221 2,55 %  | 209.118 916 0,44 %   | 322.654 2.606 0,81 % |
| 1890                 | Population totale: Flamands: | 84.373 2.173 2,58 % | 327.179 15.912 4,86 % | 227.835 2.921 1,28 % | 121.133 5.895 4,87 % | 114.496 1.078 0,94 % | 154.936 6.434 4,15 % | 95.847 753 0,79 %  | 425.595 40.423 9,50 % | 172.016 5.714 3,32 % | 57.450 2.592 4,51 % | 169.350 8.502 5,02 %  | 211.711 842 0,40 %   | 335.471 4.198 1,25 % |
| 1900                 | Population totale: Flamands: | 84.649 2.300 2,72 % | 377.590 21.266 5,63 % | 245.244 3.968 1,62 % | 135.303 7.549 5,58 % | 125.298 1.806 1,44 % | 157.049 6.867 4,37 % | 100.387 876 0,87 % | 481.849 41.687 8,65 % | 176.370 4.765 2,70 % | 60.447 2.902 4,80 % | 176.390 9.189 5,21 %  | 219.210 1.225 0,56 % | 346.512 4.035 1,16 % |
| 1910                 | Population totale: Flamands: | 83.790 2.537 3,03 % | 421.024 26.986 6,41 % | 260.780 4.070 1,56 % | 147.879 8.956 6,06 % | 137.522 3.327 2,42 % | 164.054 7.930 4,83 % | 103.385 971 0,94 % | 534.981 42.476 7,94 % | 178.476 5.052 2,83 % | 63.077 2.805 4,45 % | 186.354 10.561 5,67 % | 231.215 1.546 0,67 % | 362.846 5.169 1,42 % |

Ces recensements linguistiques fixaient par commune la connaissance de la langue (flamand (maintenant néerlandais), français ou allemand) de ses habitants. pour estimer le nombre de Flamands en Wallonie, Yves Quairiaux considère que ceux-ci, à cette période, parlaient flamand ou étaient bilingues (flamand-français). Il ne fallut pas longtemps avant qu'ils n'intègrent la culture et la langue locale (et davantage le wallon ou le picard que le français, sûrement au début).
Ces données proviennent de chiffres officiels publiés dans le Moniteur belge. En cumulant les chiffres des arrondissements situés le long de la frontière linguistique, les communes à majorité néerlandophone à cette époque sont considérées comme faisant partie des Flandres et les communes actuellement à facilités (comme Enghien) ne sont pas reprises. Inversement, toutes les communes qui alors étaient majoritairement francophones et qui se trouvaient en région flamande et maintenant en région wallonne sont reprises. Dans son livre, le journaliste flamand Pascal Verbeken utilise également ces chiffres pour montrer l'ampleur du phénomène.[réf. incomplète] Verbeken, comme Quairiaux, conviennent que cette migration fut très importante dans la genèse de la Belgique ou, au moins, pour la formation de l'identité de ses populations les plus importantes : les Wallons et les Flamands.
Dans les zones industrielles le long du Sillon Sambre-et-Meuse (la vallée industrielle entre Mons et Verviers), le Borinage (à l'ouest de la Wallonie) et la région autour de Verviers (dans l'est) sont moins impliquées par le phénomène tandis que les provinces du Brabant-Wallon, de Namur et Luxembourg ne le furent que très peu.
Les zones industrielles de Charleroi, Liège et la région du Centre autour de la Louvière sont les zones où l'immigration flamande fut la plus importante. Sur la période des recensements linguistiques publiés par Quairiaux, environ 500 000 Flamands migrèrent pour trouver du travail en Wallonie.

## Communes de l'axe industriel en Wallonie avec la plus grande part de migrants flamands
Sur base des mêmes critères (néerlandophones et bilingues = Flamands), comme pour les chiffres par arrondissement, on peut sur base des recensements linguistiques, également retrouver la proportion de Flamands par commune à l'apogée de la métallurgie et de l'exploitation du charbon en Wallonie. Les proportions les plus élevées s'observent dans le bassin liégeois.

### Bassin de Liège
| Recensement linguistique | Année                                        | 1866                | 1880                 | 1890                 | 1900                 | 1910                 | 1920                | 1930                | 1947                |
| ------------------------ | -------------------------------------------- | ------------------- | -------------------- | -------------------- | -------------------- | -------------------- | ------------------- | ------------------- | ------------------- |
| Liège                    | Population totale: Flamands: Proportion (%): | 99073 11.677 11.79% | 123087 12.878 10,46% | 147614 18.893 12,80% | 150010 18.790 12,53% | 162933 16.760 10,29% | 156258 14.461 9,25% | 160179 12.582 7,85% | 150693 13.856 9,19% |
| Tilleur                  | Population totale: Flamands: Proportion (%): | 3107 843 27,13%     | 4306 965 22,41%      | 5679 1.855 32,66%    | 6239 1.362 21,83%    | 6487 1.960 30,21%    | 6109 1.258 20,59%   | 6374 1.486 23,31%   | 5956 639 10,73%     |
| Montegnée                | Population totale: Flamands: Proportion (%): | 3451 124 3,59%      | 4896 423 8,64%       | 6103 1.174 19,24%    | 7856 1.675 21,32%    | 9096 2.000 21,99%    | 9307 1.845 19,82%   | 9920 1.652 16,65%   | 9968 1.285 12,89%   |
| Saint-Nicolas            | Population totale: Flamands: Proportion (%): | 3044 269 8,84%      | 4536 763 16,82%      | 6547 1.787 27,29%    | 7391 2.050 27,74%    | 8546 1.743 20,40%    | 8229 1.865 22,66%   | 8510 1.444 16,97%   | 8477 925 10,91%     |
| Ans                      | Population totale: Flamands: Proportion (%): | 5782 240 4,15%      | 5636 253 4,49%       | 6872 572 8,32%       | 8141 910 11,18%      | 10116 930 9,19%      | 10966 1.227 11,19%  | 12246 1.321 10,79%  | 13329 1.092 8,19%   |
| Glain*                   | Population totale: Flamands: Proportion (%): |                     | 1517 213 14,04%      | 2150 431 20,05%      | 2561 573 22,37%      | 2788 689 24,71%      | 2693 855 31,75%     | 3006 540 17,96%     | 3048 467 15,32%     |
| Seraing                  | Population totale: Flamands: Proportion (%): | 19451 1.448 7,44%   | 27380 1.851 6,76%    | 33265 2.290 6,88%    | 35711 2.144 6,00%    | 39500 2.132 5,40%    | 36646 2.331 6,36%   | 41824 2.371 5,67%   | 40326 1.969 4,88%   |
| Ougrée                   | Population totale: Flamands: Proportion (%): | 5756 82 1,42%       | 7978 315 3,95%       | 10237 474 4,63%      | 12271 701 5,71%      | 16470 1.199 7,28%    | 16743 1.388 8,29%   | 18862 1.299 6,89%   | 17785 1.593 8,96%   |
| Jemeppe                  | Population totale: Flamands: Proportion (%): | 4546 483 10,62%     | 6252 580 9,28%       | 8397 1.036 12,34%    | 9798 966 9,86%       | 11428 997 8,72%      | 11792 1.407 11,93%  | 13185 995 7,55%     | 13152 762 5,79%     |
| Bressoux*                | Population totale: Flamands: Proportion (%): |                     | 2243 45 2,01%        | 3495 211 6,04%       | 6762 648 9,58%       | 11564 1.237 10,70%   | 12866 1.127 8,76%   | 14637 837 5,72%     | 15058 1.103 7,33%   |
| Grivegnée                | Population totale: Flamands: Proportion (%): | 6036 237 3,93%      | 7170 251 3,50%       | 9569 1.049 10,96%    | 9417 500 5,31%       | 11513 787 6,84%      | 11748 901 7,67%     | 13873 734 5,29%     | 17899 1.050 5,87%   |
| Angleur                  | Population totale: Flamands: Proportion (%): | 2554 192 7,52%      | 4357 368 8,45%       | 5901 534 9,05%       | 8402 695 8,27%       | 10575 722 6,83%      | 10248 586 5,72%     | 10681 721 6,75%     | 9638 724 7,51%      |

- Glain appartenait jusqu'en 1874 à la commune d'Ans
- Bressoux appartenait jusqu'en 1871 à la commune de Grivegnée

### Bassin de Charleroi
| Recensement linguistique | Année                                        | 1866               | 1880               | 1890               | 1900               | 1910               | 1920               | 1930               | 1947               |
| ------------------------ | -------------------------------------------- | ------------------ | ------------------ | ------------------ | ------------------ | ------------------ | ------------------ | ------------------ | ------------------ |
| Charleroi                | Population totale: Flamands: Proportion (%): | 11852 1.768 14,92% | 16339 1.290 7,90%  | 20652 2.515 12,18% | 23193 2.616 11,28% | 27174 2.601 9,57%  | 26647 2.127 7,98%  | 27866 1.990 7,14%  | 24846 1.834 7,38%  |
| Châtelineau              | Population totale: Flamands: Proportion (%): | 5185 237 4,57%     | 8.83 1.016 12,27%  | 10188 816 8,01%    | 12519 1.330 10,62% | 14876 1.542 10,37% | 15573 1.057 6,79%  | 17362 1.751 10,09% | 16772 1.612 9,61%  |
| Couillet                 | Population totale: Flamands: Proportion (%): | 4673 569 12,18%    | 7142 740 10,36%    | 8323 765 9,19%     | 9329 1.022 10,96%  | 10751 962 8,95%    | 11498 1.563 13,59% | 12145 1.053 8,67%  | 12264 884 7,21%    |
| Courcelles               | Population totale: Flamands: Proportion (%): | 7458 68 0,91%      | 11187 98 0,88%     | 12652 269 2,13%    | 14564 573 3,93%    | 17310 1.008 5,82%  | 16975 1.340 7,89%  | 17219 1.323 7,68%  | 15489 1.237 7,99%  |
| Dampremy                 | Population totale: Flamands: Proportion (%): | 5012 286 5,71%     | 7895 257 3,26%     | 8940 564 6,31%     | 10332 936 9,06%    | 12055 1.627 13,50% | 12587 1.743 13,85% | 12507 1.692 13,53% | 10801 1.229 11,38% |
| Gilly                    | Population totale: Flamands: Proportion (%): | 15394 2.647 17,20% | 17716 2.233 12,60% | 20449 3.337 16,32% | 21423 3.837 17,91% | 23281 3.735 16,04% | 23593 3.294 13,96% | 24959 3.645 14,60% | 23027 2.208 9,59%  |
| Jumet                    | Population totale: Flamands: Proportion (%): | 15363 296 1,93%    | 20705 194 0,94%    | 23927 473 1,98%    | 24636 605 2,46%    | 27061 719 2,66%    | 26936 1.208 4,48%  | 26615 1.319 4,61%  | 27104 1.677 6,19%  |
| Marchienne-au-Pont       | Population totale: Flamands: Proportion (%): | 7600 563 7,41%     | 11996 655 5,46%    | 15153 1.320 8,71%  | 18046 1.931 10,70% | 20718 3.195 15,42% | 21127 3.505 16,59% | 22594 3.622 16,03% | 20019 2.381 11,89% |
| Marcinelle               | Population totale: Flamands: Proportion (%): | 5362 425 7,93%     | 9237 566 6,02%     | 11180 765 6,84%    | 13409 895 6,67%    | 17256 1.065 6,17%  | 19009 1.800 9,47%  | 20463 1.593 7,78%  | 21412 1.653 7,64%  |
| Monceau-sur-Sambre       | Population totale: Flamands: Proportion (%): | 3370 62 1,84%      | 6304 132 2,09%     | 7151 217 3,03%     | 7951 577 7,26%     | 8527 508 5,96%     | 8679 866 9,98%     | 9031 1.271 14,07%  | 9197 944 10,26%    |
| Montignies-sur-Sambre    | Population totale: Flamands: Proportion (%): | 10136 484 7,41%    | 13325 711 5,46%    | 15475 948 8,71%    | 17613 1.384 10,70% | 20874 2.543 15,42% | 22294 3.034 16,59% | 23630 3.631 16,03% | 22137 2.411 11,89% |
| Roux                     | Population totale: Flamands: Proportion (%): | 5198 390 7,50%     | 7514 445 5,92%     | 8430 388 4,60%     | 9064 411 4,53%     | 9727 882 9,07%     | 9910 909 9,17%     | 10243 855 8,35%    | 9242 641 6,94%     |

### Bassin de La Louvière (Centre)
| Recensement linguistique | Année                                        | 1866           | 1880               | 1890            | 1900              | 1910               | 1920               | 1930               | 1947               |
| ------------------------ | -------------------------------------------- | -------------- | ------------------ | --------------- | ----------------- | ------------------ | ------------------ | ------------------ | ------------------ |
| La Louvière*             | Population totale: Flamands: Proportion (%): |                | 11859 1.556 13,12% | 14257 843 5,91% | 17570 1.447 8,24% | 20479 2.505 12,23% | 21435 2.989 13,94% | 22803 3.172 13,91% | 20468 2.836 13,86% |
| Bois-d'Haine             | Population totale: Flamands: Proportion (%): | 1315 18 1,37%  | 1654 37 2,24%      | 1954 27 1,38%   | 2398 269 11,22%   | 3821 209 5,47%     | 4047 296 7,31%     | 4040 458 11,34%    | 3911 415 10,61%    |
| Haine-Saint-Paul         | Population totale: Flamands: Proportion (%): | 2824 6 0,21%   | 4253 85 2,00%      | 4858 98 2,02%   | 5940 209 3,52%    | 6854 249 3,63%     | 7144 447 6,26%     | 7826 779 9,95%     | 6648 641 9,64%     |
| Haine-Saint-Pierre       | Population totale: Flamands: Proportion (%): | 2568 8 0,03%   | 3383 84 2,48%      | 4186 150 3,58%  | 5064 159 3,14%    | 6827 545 7,98%     | 6944 343 4,94%     | 6886 677 9,83%     | 5959 586 9,83%     |
| Saint-Vaast              | Population totale: Flamands: Proportion (%): | 7635 167 2,19% | 1255 3 0,24%       | 1451 39 2,69%   | 1578 41 2,60%     | 1808 38 2,10%      | 1893 23 1,22%      | 2342 206 8,80%     | 2701 347 12,85%    |
| Houdeng-Aimeries         | Population totale: Flamands: Proportion (%): | 4653 382 8,21% | 5921 207 3,50%     | 6818 498 7,30%  | 7115 467 6,56%    | 7291 482 6,61%     | 7426 398 5,36%     | 7685 772 10,05%    | 7119 683 9,59%     |
| Houdeng-Gœgnies          | Population totale: Flamands: Proportion (%): | 4354 54 1,24%  | 5274 133 2,52%     | 6031 162 2,69%  | 7269 698 9,60%    | 8133 772 9,49%     | 8833 852 9,65%     | 8753 1.150 13,14%  | 8379 1.054 12,58%  |
| Manage*                  | Population totale: Flamands: Proportion (%): |                | 2678 65 2,43%      | 3193 184 5,76%  | 3703 284 7,67%    | 4839 278 5,74%     | 5088 280 5,50%     | 5105 400 7,84%     | 4978 387 7,77%     |
| Fayt-lez-Manage          | Population totale: Flamands: Proportion (%): | 2.991 4 0,13%  | 3.574 25 0,70%     | 3.756 124 3,30% | 4.043 147 3,64%   | 4.764 242 5,08%    | 4.920 298 6,06%    | 5.057 352 6,96%    | 4.914 473 9,63%    |
| Strépy                   | Population totale: Flamands: Proportion (%): | 2403 2 0,08%   | 4130 32 0,77%      | 5070 73 1,44%   | 6258 59 0,94%     | 7270 138 1,90%     | 7872 191 2,43%     | 8100 292 3,60%     | 8163 377 4,62%     |
| Trivières                | Population totale: Flamands: Proportion (%): | 1083           | 1375 4 0,29%       | 1556 4 0,26%    | 1997 100 5,01%    | 2570 133 5,18%     | 2869 322 11,22%    | 3116 293 9,40%     | 3223 381 11,82%    |

- Jusqu'en 1869, La Louvière faisait partie de la commune de Saint-Vaast.
- Jusqu'en 1880, Manage faisait partie de la commune de Seneffe.

Nota bene: Dans le nombre d'habitants, ne sont pas repris ceux déclarés ne parlant aucune langue, c'est-à-dire les enfants de moins de 2 ans et cela pour les recensements à partir de 1900.

## Effet de l'immigration sur la littérature wallonne
La littérature wallonne (en tant que langue régionale) eut son siècle d'or durant le pic d'immigration flamande. Selon Steven Kellman c'est à cette époque qu'est apparue la littérature wallonne, que les pièces de théâtre et la poésie ont prospéré et que beaucoup de journaux et troupes de théâtrale furent fondées.